# Leucophenga rudis
Leucophenga rudis är en tvåvingeart som först beskrevs av Walker 1860.  Leucophenga rudis ingår i släktet Leucophenga och familjen daggflugor. Inga underarter finns listade i Catalogue of Life.